# Running Man
Running Man (koreansk: 런닝맨) er en sydkoreansk reality serie, der havde premiere den 11. juli 2010.

## Medvirkende
- Yu Jae-suk
- Gary
- Ha-ha
- Ji Suk-jin
- Kim Jong-kook
- Lee Kwang-su
- Song Ji-hyo
- Song Joong-ki (Ep.1-41)
- Lizzy (Ep.18-26)